# KAL-Online
KAL-Online est un MMORPG gratuit développé par InixSoft. 
"KAL" nous plonge au sein d'un univers d'heroic-fantasy dans un décor asiatique et de vertes contrées.

## Configurations
- Configuration requise : Processeur Pentium II, 64 Mo RAM, DirectX 9.0c, Carte graphique 3D 16 Mo, Accès Internet
- Configuration recommandée : Processeur Pentium III ou mieux, 512 Mo RAM, DirectX 9.0c, Carte graphique 3D 32 Mo, Accès Internet haut débit

## Système de jeu
Les joueurs gagnent des niveaux en acquérant de l'expérience ; pour ce faire ils ont plusieurs possibilités. La plus simple consiste à tuer des monstres. Après de rudes combats archarnés, le joueur pourra gagner un niveau. Chaque nouveau niveau permet d'augmenter les caractéristiques du personnage et ses aptitudes.
En fonction de l'expérience acquise, de nouvelles quêtes seront débloquées. La réalisation de celles-ci rapporte des récompenses.

### Les Quêtes
Pour le moment, il est possible de distinguer trois types de quêtes.

#### Les Missions
Ces quêtes sont rapides à réaliser ; à chaque niveau le joueur peut avoir accès à une ou plusieurs d'entre elles. Elles consistent souvent à tuer un monstre particulier ou à chercher des objets précis. 
Le gain en fin de mission est en général un gain d'expérience.

#### Les Missions répétable
Ce sont des quêtes où il suffit de récolter les têtes des monstres puis de les donner à un NPC pour recevoir une récompense. Elles peuvent être refaites autant de fois qu'on le désire.

#### Les Événements
Plus communément appelées les "Events" ces quêtes constituent en quelque sorte l'histoire du jeu ; c'est grâce à elles que le personnage va pouvoir évoluer dans l'arbre des jobs.

### Les Œufs
Un point important du jeu est la présence d'œufs :
Chaque joueur peut à partir du niveau quinze accomplir une quête qui va lui permettre d'obtenir un œuf qui lui fournira des bonus à ses caractéristiques. Il existe trois types d'œufs différents.
- L'oiseau : idéal pour les magiciennes, il augmente la vie, la sagesse et l'intelligence.
- La panthère : pour les archères, il augmente la vie, la force et l'agilité.

Maintenant dans le nouveau cadre du jeu, les magiciennes Hermit ou CJB ont besoin d'une panthère pour avoir de l'évasion.
- Le tigre : pour les chevaliers, il augmente la vie, la force et l'agilité.

Chaque œuf démarre au niveau 1. En tuant des monstres ou au cours du temps l'œuf augmente de niveau. À partir du niveau 11 il est possible de se transformer en l'animal choisi initialement.
Tous les 10 niveaux l'animal sera différent : ainsi au niveau 21 l'animal grandira et au niveau 31 il aura une apparence plus humaine.
Il y a un nouvel œuf : l'aigle
Il est ideal pour les voleurs (thief) car il augmente la sagesse, l’agilité et la vie.

### Le PvP
Le Joueur contre joueur (Player versus player : PvP) permet à des joueurs de s'affronter ; dans le jeu plusieurs éléments permettent de mettre en valeur ce système de jeu, comme la " War " guerre qui a lieu tous les samedis, voir plus bas, le système d'assassin et enfin un dernier system de PvP, le "

#### Les Duels
Les joueurs peuvent s'ils le désir simplement faire un duel. Dans ce cas si l'un des deux meurt, il n'y a pas de perte d'expérience.

#### Les Assassins
Un marchand permet de s'approvisionner en masques d'assassins. Un joueur pourra alors tuer tous les autres joueurs leur causant une perte d'expérience mais d'un autre côté lui aussi pourra se faire attaquer par tout le monde et en cas de mort il aura des chances de lâcher un des objets qu'il porte sur lui.

#### Les Guerres
Toutes les semaines a lieu la guerre du château. Toutes les guildes s'affrontent dans le but d'obtenir le château de Geum Oh. L'alliance des guilde possédant le château devra la défendre alors que les autres se verront attaquants.
La possession du château permet de choisir les taxes chez les marchands.

## Jobs
Les personnages du jeu se distinguent par le métier ("job") qu'ils exercent ; trois grandes familles sont visibles
- Mu-Sa - Chevalier
- Goong-Soo - Archère
- Joo-Sool-Sa - Magicienne

Après avoir choisi un des personnages, les joueurs évolueront, au fil des niveaux selon un arbre de jobs qui offrira plusieurs orientations selon le style de jeu recherché.

### Guerrier
- Wondering Knight
  - Apprentice Knight
    - Vagabond Swordsman - Orienté attaque.
      - God of Sword

    - Commander - Orienté Défense.
      - General

### Archère
- Wondering Archer
  - Apprentice Archer
    - Imperial Commander - Orienté PvP (Guerres, Duels, Assassins) grâce aux malédictions.
      - Imperial General

    - Expert Archer - Orienté PvM.
      - God of Bow

### Magicienne
- Scholar
  - Literary Person
    - Hermit - Cause des dégâts importants ciblés ou sur une zone.
      - Ascetic

    - Chairperson of Joong-Bang - Spécialiste dans l'art des soins et des bénédictions. 
      - Military Adviser

Le premier changement de métier a lieu au niveau 30, le second au niveau 50. Le troisième quant à lui n'a pas encore été programmé mais il devrait s'effectuer au niveau 70.